# ファラースレーベン (小惑星)
ファラースレーベン (10740 Fallersleben) は小惑星帯に位置する小惑星。ドイツの天文学者フライムート・ベルンゲンがタウテンブルクのカール・シュヴァルツシルト天文台で発見した。
ドイツの国歌の歌詞を作詞した、アウグスト・ハインリヒ・ホフマン・フォン・ファラースレーベンから命名された。